# Roche-Charles-la-Mayrand
Roche-Charles-la-Mayrand è un comune francese di 49 abitanti situato nel dipartimento del Puy-de-Dôme nella regione dell'Alvernia-Rodano-Alpi.

## Società

### Evoluzione demografica
Abitanti censiti